# 范旻
范旻（936年—981年），字貴參，北宋宋太宗趙炅年間官至右諫議大夫、三司副使加給事中及兩浙西路安撫司，太平興國六年（即公元981年）過身，年四十六歲。其父范質為後周及北宋兩朝宰相、子范貽孫官至主客員外郎。另外范旻寫有書集二十卷、《邕管記》三卷。

## 生平
范旻十歲已經有能力撰寫文章。因父親關係任右千牛備身及太子司議郎，累遷著作佐郎。北宋初年為度支員外郎及判大理正事，不久任開封縣知縣。
到嶺南平定之後，升遷為邕州知州兼水陸轉運使。宋太祖趙匡胤開寶四年（即公元971年）十月，范旻將十數件南漢後主劉鋹統治時不利民之政策稟報，趙匡胤都悉數聽從范旻而除去。邕州當時風行淫祀習俗，輕醫藥，病者不敢治療，殺雞豬，向淫昏之鬼祈福。范旻下令禁止，而且用自己俸祿買藥親自調和給病者，因而病愈者以千計，另再將醫書刻在石龕置於廳壁，用以感化平民百姓。之後原南漢廣州知州鄧存忠（另尹崇珂傳稱鄧存忠為容州都指揮使）聚眾二萬人作亂，攻打邕州城七十餘日。范旻屢次親自應戰，有一次范旻胸部多處中箭，但仍然督戰激勵將士，成功將亂黨減少。范旻受傷病重，但仍堅守城池，另先後派遣十五人前往廣州求援，及至援兵趕至圍解，范旻被賜璽書以作獎勵。但當時范旻病重，趙匡胤命令有司要以轎子載范旻回京城。疾愈之後獲委任為鎮州通判，在任時甚得民心，獲賜錢二百萬及遷為庫部司員外郎。
開寶九年（即公元976年），以庫部員外郎身份主管淮南諸州及淮北徐州、海州及沂州水陸計度轉運公事。而當時趙匡胤對范旻亦相當信任，范旻可以根據情況,自行決定適當的措施或辦法，而無須一一稟報。
宋太宗趙炅太平興國初年，被召為水部司郎中。及至三年（即公元978年）五月吳越忠懿王錢俶將吳越獻給北宋，范旻被任命代掌兩浙諸州事務。及後范旻自淮南回朝被趙炅讚許其主管淮南諸州及淮北徐州、海州及沂州水陸計度轉運公事其間，將江淮之間稻米運送量自大唐貞元年間倍增，而將范旻為翰林學士，盧多遜更進言認為杭州初復，應交由范旻管治。
同年六月錢俶被詔回朝，至八月入朝，其子錢惟治被命為鎮國軍節度使代掌吳越國事及將地圖、戶籍及國庫糧食鎖匙授予被命為杭州知州之范旻。吳越錢氏佔據兩浙逾八十年，對外有很多進貢，對內奢侈逾禮，不合法度，地狹民間多争鬥，税收苛暴，雞、魚、蛋、菜詳盡收取，少量拖欠，罪至鞭背，少者數十，多者至五百餘，當范旻上任即奏請希望將所有不利民之苛政悉數取消，而趙炅亦跟從其請。
四年四月趙炅親征北漢晉陽，范旻上書願跟隨出征，因而被召為右諫議大夫、三司副使，在三司事中負責判行，又兼吏部選事。到戰後，加為給事中。
趙炅在位時頗為器重，數次被召與趙炅討論政事。到五年八月宣徽北院使、三司王仁贍密奏趙炅近臣及王族中有人派遣親信買竹木於陝西及甘肅之間，將之連結成巨筏運至京師，所過之關卡假托奉君命行事，又巴結執事者令其放行。趙炅其後知道涉案包括范旻、戶部判官杜載及開封府判官呂端。范旻及杜載之後承認欺君之罪，而呂端則被查出為秦王府心腹喬璉之托。最後范旻被貶至房州，杜載被貶至歸州，呂端被貶至商州，皆為司戶參軍，而李符則接替范旻為三司副使。